# Сапега, Казимир Лев
Казимир Лев Сапега (15 июля 1609, Вильна — 19 января 1656, Брест) — государственный деятель Великого княжества Литовского, секретарь королевский (с 1631 года), писарь великий литовский (1631—1637), маршалок надворный литовский (1637—1645), подканцлер  литовский (1645—1656), староста рогачевский, слонимский, волпенский, любошанский и администратор Берестейской экономии.
Владел обширными землями с центром в Ружанах, получил от великого князя привилей на Магдебургское право и ярмарки для своих местечек Белыничи, Толочин, Бешенковичи и Ружаны.

## Биография
Представитель чарейско-ружанской линии магнатского рода Сапег герба «Лис», младший сын канцлера великого литовского Льва Ивановича Сапеги (1557—1633) от второго брака с Эльжбетой (Гальшей) Радзивилл (до 1586—1611). Старшие братья — Ян Станислав и Христофор Михаил.
Первоначальное образование получил дома и в Виленской академии. В 1621 году Казимир Лев вместе со старшим братом Христофором Михаилом был отправлен отцом в Европу, где продолжал учиться в Мюнхене и Ингольштадте. В 1624 году Христофор Михаил заболел туберкулезом, и братья вынуждены были вернуться на родину. Через некоторое время оба брата вторично отправились в Западную Европу, в 1627 году поступили в Лёвенский университет. Затем учились в Брюсселе, откуда выехали в Италию, где продолжали обучение в университетах Болоньи (1628) и Падуи (1629). Из-за прогрессирующей болезни Христофора братья вынуждены были в 1629 году вернуться домой.
В 1631 году Казимир Лев был избран послом на сейм. В июле 1631 года получил должность секретаря королевского, 22 сентября того же года стал писарем великим литовским, занимался упорядочением архивов Речи Посполитой. В 1632 году был избран послом на конвокационный сейм.
В январе 1635 году Казимир Леон Сапега, пользовавшийся большим доверием короля польского Владислава IV Вазы, возглавил литовское посольство, направлявшееся в Москву. Там он добился ратификации русским царем Михаилом Фёдоровичем условий Поляновского мирного договора 1634 года. В мае 1637 года получил должность маршалка надворного литовского. В 1637 году вновь был избран послом на сейм.
В 1643 году построил монастырь бернардинцев и Троицкий костел в Друе.
6 марта 1645 года Казимир Лев Сапега получил должность подканцлера великого литовского. В 1647 году в четвёртый раз был избран послом на сейм.
В мае 1648 года после смерти короля польского Владислава IV Вазы Казимир Лев Сапега был назначен одним из четырёх душеприказчиков первого. Во время избирательной кампании поддерживал князя Яна II Казимира Вазу, хотя перед этим поддержал его младшего брата Карла Фердинанда Вазу, который считал Казимира Льва Сапегу своей опорой в Великом княжестве Литовском во время бескоролевья.
В 1648—1651 годах подканцлер литовский Казимир Лев Сапега находился в окружении короля польского Яна II Казимира Вазы, участвовал в борьбе Речи Посполитой с восставшими украинскими казаками (1648—1651). Принимал участие битвах под Зборовом (1649) и Берестечком (1651). Находился во враждебных отношениях с гетманом великим литовским Янушем Радзивиллом, претендуя на гетманскую булаву. Участвовал в сеймах 1652—1655 годов.
Во время русско-польской войны (1654—1667) подканцлер литовский Казимир Лев Сапега выставил собственный полк. Выступал против сепаратного Кейданского соглашения между гетманом великим литовским Янушом Радзивиллом и шведским королём Карлом X Густавом. Осенью 1655 года под Брестом координировал военные действия против русских и шведских войск. В ноябре 1655 года после поражения литовцев от русской армии в битве под Верховичами Казимир Лев Сапега формально признал протекторат Швеции над Великим княжеством Литовским. В начале 1656 года получил разрешение от Яна II Казимира вести переговоры с русским царем Алексеем Михайловичем, но вскоре скончался.
19 января 1656 года Казимир Лев Сапега скончался в Бресте, был похоронен в монастыре картезианцев в местечке Берёзе.

## Семья
В 1639 году Казимир Леон Сапега женился на Теодоре Кристине Тарновской (1625—1652), от брака с которой детей не оставил.